# Brumovka
Die Brumovka (deutsch Brumowka), am Oberlauf auch Klobučka, Valašskokloboucký potok bzw. Kloboucký potok ist ein linker Nebenfluss der Vlára in Tschechien.

## Geographie
Die Brumovka entspringt im Norden der Weißen Karpaten im Dorf Študlov. Sie fließt zunächst über Valašské Příkazy, Poteč, Rybník und Valašské Klobouky nach Südwesten. Dort wendet sich der Fluss nach Süden. An seinem weiteren Lauf liegen die Ortschaften Na Podskalí, Vlčí Potok, Brumov und Bylnice. Südwestlich von Bylnice mündet der Fluss in die Vlára.
Die Brumovka hat eine Länge von 18,7 Kilometern. Ihr Einzugsgebiet umfasst 86,5 km².
Entlang des Flusses verläuft als Nebenstrecke der Wlarabahn die Bahnstrecke Horní Lideč–Bylnice.

## Zuflüsse
- Dúbravka bzw. Študlovský potok (l), Valašské Příkazy
- Vesník (l), Poteč
- Vlčí potok (r), Vlčí Potok
- Nedašovka, auch Návojský potok (l), Brumov
- Tuřícký potok (l), Brumov
- Hložecký potok (r), Brumov
- Bylnička (l), Bylnice